# Tannay-le-Mont-Dieu
Tannay-le-Mont-Dieu község Franciaország Grand Est régiójában, Ardennes megyében. Új községként 2025. január 1-jén jött létre Le Mont-Dieu és Tannay korábbi község egyesítésével.

## Népesség
| 2021 | 160 |
| 2022 | 162 |